# メハノ
メハノ (Mehano) は、スロベニアのイゾラに本社を置く模型・玩具のメーカーである。主に玩具と鉄道模型を生産している。

## 概要・沿革
1952年に創業した当時は、最初に製品化したパズルの商品名「メハノテフニカ」 (Mehanotehnika) を社名としていた。1953年6月に最初のパズル製品を市場に送り出した。当初は自社工場を持たなかったが、同年末に自社工場を設けた。1959年にイゾラに工場を移し、1962年にはマテリヤ (Materija) にも工場を設けた。1971年、全てのぬいぐるみ製品はマテリヤ工場で生産されることになった。
1990年に「メハノテフニカ」から「メハノ」に社名が変更された。2008年11月に社員140-160人解雇することが発表され、工場閉鎖が懸念された。
2010年から未就学児向けの新シリーズとして「Preschool」シリーズがスタートした。その中の「My First Train」は、年少者向け鉄道玩具で、乾電池を電源とする簡素な機関車と、線路が組み込まれた板のセットである。「Intercity」「Country trip」
「Hello Kitty」の3種を展開する。

## 製品

### 玩具
ラップトップパソコン型のゲーム機「Electronic Learning aid」や、顕微鏡や人体模型など科学教材の「Scentist」、電動タイプライター、鉄道玩具などを展開している。キャラクターは、ハローキティやWinx Clubなどを使用している。

### 鉄道模型
メハノの鉄道模型はアメリカ合衆国や西ヨーロッパの鉄道模型メーカーへのOEM生産から始まった。2007年にはドイツの高速列車ICE 3を製品化した。TGV Duplexやタリスも生産されている。2007年にはハイエンドのSyntus 2-unit Alstom Lint 41を製品化した。2000年以降、高品質化が目覚しく子供から大人まで楽しめる製品を揃えている。